# Love Interruption
Love Interruption è una canzone di Jack White. Si tratta del primo singolo estratto dal suo album di debutto da solista, Blunderbuss (2012).

## La canzone
Il brano è stato ufficialmente pubblicato come singolo il 31 gennaio 2012 (27 febbraio in Europa).